# Муюв (язык)
Муюв (Muyuw, другие названия: муйув, муруа, муйуа, муюва, егум) — язык народа муюв, живущего на острове Вудларк в Соломоновом море, к юго-восточной части Новой Гвинеи, провинция Милн-Бей. Общее число носителей – 3-6 тыс. человек.

## Генеалогическая информация
Язык муюв принадлежит киливильской группе океанийских языков австронезийской семьи. Наиболее близок языкам киливила (совпадает 68% лексики) и добу (совпадает 38% лексики). Муюв включает в себя несколько диалектов, распространённых как на острове Вудларк, так и на близлежащих островах. Основной же диалект (муюв в узком смысле) распространён на востоке острова Вудларк.

## Социолингвистическая информация
После открытия острова европейцами Вудларк стал центром высадки религиозных миссионеров, и сейчас большая часть населения острова является протестантской. Однако письменность языка муюв была создана только во 2-й половине XX века, алфавит — на базе латиницы. Грамотными на сегодняшний день являются около 75% населения, около 30% детей учатся в школах.

## Типологические характеристики

### Тип выражения грамматических значений и характер границы между морфемами
Муюв представляет собой синтетический язык агглютинативного типа. Границы морфем однозначны, чаще каждая морфема несёт собственное значение, исключение составляет лишь кумулятивное выражение лица и числа, но не во всех случаях.
i-v-vage-s

3SBJ-Cond-do-Pl

Они продолжают делать это

### Тип маркирования
- В предикате представлено вершинное маркирование: субъект и объект выражаются в глаголе в качестве аффиксов.

i-seke-gw-s

3.SBJ-give-1Sg.OBJ-Pl

Они дали мне
- В именной группе при посессивных конструкциях также вершинное маркирование.

taman ana-wous

father 3Sg.POSS-song

Песня отца

### Тип ролевой кодировки
Язык муюв представляет собой номинативно-аккузативный тип ролевой кодировки, здесь выделяется пациенс при переходном глаголе.
i-gig

3Sg.SUBJ-laugh

Он смеётся
i-kalivatow

3Sg-fall

Он упал
i-dawe-gw

3SG.SUBJ-call-1Sg.Obj

Он позвал меня

### Базовый порядок слов
- Базовым порядком слов является SVO (субъект-глагол-объект).

Yey go b-a-sop kan

1Sg but IRR-1Sg.SBJ-plant food

Но я буду выращивать пищу
- Однако возможен и порядок OSV (объект-субъект-глагол).

age-s yakamey nag ka-ligen

talk-3Pl not 1Pl.EXCL-hear

Мы не слышали их разговоров

## Фонетика и фонология

### Гласные
В языке муюв 8 гласных фонем, 4 подъёма гласных.
|                | Передний ряд | Средний ряд | Задний ряд |
| -------------- | ------------ | ----------- | ---------- |
| Верхний        | i            |             | u          |
| Верхне-средний | e            |             | o          |
| Верхне-нижний  | ɛ            |             | ɔ          |
| Нижний         |              | a           | ɑ          |

Фонема /a/ не встречается в конечном слоге.

### Согласные
17 согласных фонем.
|               | губно-зубные | билабиальные | билабиальные | билабиальные | билабиальные | зубные  | зубные | велярные | велярные | велярные | велярные | палатальные |
|               | губно-зубные | звонк.       | звонк.       | глух.        | глух.        | звонкие | глухие | звонкие  | звонкие  | глухие   | глухие   | палатальные |
|               | губно-зубные | неогубл.     | огубл.       | неогубл.     | огубл.       | звонкие | глухие | неогубл. | огубл.   | неогубл. | огубл.   | палатальные |
| ------------- | ------------ | ------------ | ------------ | ------------ | ------------ | ------- | ------ | -------- | -------- | -------- | -------- | ----------- |
| смычные       |              | b            | bw           | p            | pw           | d       | t      | g        | gw       | k        | kw       |             |
| фрикативные   | v            |              |              |              |              |         | s      |          |          |          |          |             |
| сонорные      |              | m            | mw           |              |              |         | l      |          |          |          |          |             |
| аппроксиманты |              |              | w            |              |              |         |        |          |          |          |          | j           |

### Структура слога и слова
- Стечение согласных нехарактерно. Для однослоговых слов такое расположение невозможно, однако стечение двух или более согласных можно увидеть при присоединении аффиксов (чаще всего при присоединении суффикса мн. ч. -s).

i-wakw-s

3SUBJ-shout-Pl

Они кричат
- В редких случаях возможно стечение согласных и в самой основе.

i-yakawl-s

3SUBJ-praise-Pl

Они восхваляют
- Также согласные могут стоять вместе в результате редукции гласного в начале многослоговых слов. Однако степень редукции у разных носителей может отличаться: это может быть как полное выпадение гласного, так и его замена другим звуком либо вставка какого-то призвука.

wuliyogw

вещь
dawliyogws

наши вещи
- Стечение гласных очень редко, возможно только на конце слова, в такой ситуации один из звуков переходит в глайд.
- Гласный на конце слова встречается редко, хотя возможен.

i-lana

3Sg-say (+Clause)

Он сказал (что…)

### Ударение
- Ударение определяется структурой слова: количеством слогов в основе и имеющимися аффиксами (для глаголов важна также переходность/непереходность основы). При передвижении ударения могут меняться и гласные основы.

i-gé-gay-s

3-Cont.-swim-Pl

Они плывут (сейчас)
í-gay-s

3-swim-Pl

Они плавают
- От позиции ударения может зависеть значение слова.

túwan — его старший брат

tuwán — его старшие братья

## Морфосинтаксис

### Существительное

#### Посессивная конструкция
Аффиксы:
|        |        |        |        | Отчужд. | Промежут. | Неотчужд.  |
| ------ | ------ | ------ | ------ | ------- | --------- | ---------- |
| 1 лицо | ед. ч. | ед. ч. | ед. ч. | -gw     | agu-/ag-  | guna-/gun- |
| 1 лицо | мн. ч. | инкл.  | дв.    | -d      | ada-/ad-  | da-/ida-   |
| 1 лицо | мн. ч. | инкл.  | мн. ч. | -ds     | ada-/ad-  | da-/ida-   |
| 1 лицо | мн. ч. | экскл. | экскл. | -m      | ama-      | ma-/ima-   |
| 2 лицо | ед. ч. | ед. ч. | ед. ч. | -mw     | amu-/am-  | mu-/imu-   |
| 2 лицо | мн. ч. | мн. ч. | мн. ч. | -miy    | ami-      | mi-/imi-   |
| 3 лицо | ед. ч. | ед. ч. | ед. ч. | -n      | ana-/an-  | na-/ina-   |
| 3 лицо | мн. ч. | мн. ч. | мн. ч. | -s      | asi-/as-  | si-/isi-   |

Посессивные конструкции маркируются морфологически, при этом существуют три категории обладания: класс неотчуждаемых существительных, промежуточный класс и отчуждаемые существительные. Отчуждаемость выражается суффиксами, а неотчуждаемость — префиксами.
agu-kweim

1Sg.POSS-clothing

моя одежда
Обычно слова закреплены за определённым классом.
1. Неотчуждаемые: части тела, родственники, близкие друзья, обязательные элементы одежды.
2. Промежуточные: съедобные растения и животные, физические состояния, украшения, определённые люди.
3. Отчуждаемые: жилище, бытовые принадлежности, какие-то люди, несъедобные растения и животные.

Возможна ситуация сочетания двух типов:
agu-nama-n

1Sg.POSS-arm-3Sg.POSS

Лапа зверя, которую я съем
В посессивной конструкции возможна смена основы существительного.
nim — рука

nama — основа существительного в посессивной конструкции

naman — его/её рука

### Глагол

#### Показатели Субъекта
|          | ед.число | мн.число  | мн.число | мн.число |
| инклюзив | инклюзив | эксклюзив |          |          |
| двойст.  | ед.число | эксклюзив | множ.    |          |
| -------- | -------- | --------- | -------- | -------- |
| 1 лицо   | a-       | ta-       | ta- -s   | ka-      |
| 2 лицо   | ku-      | ku- -s    | ku- -s   | ku- -s   |
| 3 лицо   | i-       | i- -s     | i- -s    | i- -s    |

Субъектные аффиксы следуют перед основой, а показатель множественного числа -s всегда присоединяется справа.
i-gig

1Sg.SUBJ-laught

Он смеется

#### Показатели Объекта
|          | ед.число | мн.число  | мн.число | мн.число |
| инклюзив | инклюзив | эксклюзив |          |          |
| двойст.  | ед.число | эксклюзив | множ.    |          |
| -------- | -------- | --------- | -------- | -------- |
| 1 лицо   | -gw      | -d        | -ds      | -m       |
| 2 лицо   | -mw      | -miy      | -miy     | -miy     |
| 3 лицо   | -        | -s        | -s       | -s       |

Объектные показатели, наоборот, следуют за глагольной основой. В 3-м лице ед. числа специальный показатель отсутствует.
i-gutu-gw

3Sg.SUBJ-pull out-1Sg.OBJ

он вытащил меня
Если объект в преложении выражен, показатель при глаголе может опускаться; если же в предложении, наоборот, не выражен отдельно объект, то наличие аффикса при глаголе указывает, что объект означает местоимение (3 лицо ед. ч. — «это»).

#### Реальность/нереальность действия
Показатель n-(m-) используется для выражения действия в прошлом или действия, совершающегося в настоящем. Для выражения действия в будущем, возможного, желаемого действия или же негативного или сомнительного отношения говорящего к какому-либо утверждению употребляется префикс b- — показатель нереальности действия.
n-ases - я остаюсь

b-ases - я останусь
Показатель в глаголе n-(m-) может опускаться как немаркированный.

#### Указательныеморфемы
|                         | Суффикс |
| ----------------------- | ------- |
| В стороне говорящего    | m (e)   |
| В стороне слушающего    | w (e)   |
| От говорящего           | k (e)   |
| От говор. и слушающ.    | n(e)    |
| Возле говор. и слушающ. | y (e)   |

- Особенностью языка муюв является то, что такие показатели могут возникать и без глагольной основы обозначая перемещение субъекта в определённом направлении.

ku-m

2Sg.SUBJ-near 1person

Ты пришел/идешь сюда
a-n

1Sg.SUBJ-away

Я ушел
- Но это не исключает их употребления с глагольными основами:

ku-semo-y

2Sg-put-here

Положи это здесь
i-me-ke-gw-s

3SUBJ-meet-speak-1Sg.OBJ-Pl.SUBJ

Они пришли повидаться со мной

## Список литературы
- LITHGOW, Daphne; LITHGOW, David // Muyuw language. 1974
- LITHGOW, Daphne; LITHGOW, David // Muyuw verbs. Available: 2007; Created: 1973.
- LITHGOW, Daphne; LITHGOW, David // Muyuw-English dictionary. 2007
- Bee, Darlene; LITHGOW, Daphne; LITHGOW, David // A note on Muyuw verbs. Available: 2007; Created: 1970.
- LITHGOW, David // How should I spell it? Interpretation of problem sounds illustrated from Muyuw. 1978
- LITHGOW, David // Muyuw clause types and structure. Available: 2007; Created: 1969.
- LITHGOW, David // Muyuw Organised Phonology Data. 1992